# 新潟市新津金屋運動広場多目的グラウンド
新潟市新津金屋運動広場多目的グラウンド（にいがたし にいつかなやうんどうひろば たもくてきグラウンド）は、新潟県新潟市秋葉区金屋にある多目的グラウンド。陸上競技場、球技場などとして使用される。

## 概要・歴史
1990年代、新津市（当時）東郊の阿賀野川左岸側の金屋集落南側で市と新潟県、雇用促進事業団（現雇用・能力開発機構）によって運動公園の整備が進められ、市が野球場を、事業団が多目的グラウンドをそれぞれ建設し、1993年に竣工。市側の施設を「新津市金屋運動広場」、事業団側による施設を「サン・スポーツランド新津」と称して供用を開始し、運営管理は市に委託された。多目的グラウンドのフィールド部分には洋芝が敷かれた。これは当時、新津市がJリーグクラブの練習施設誘致を目指していたことが背景にある。
これを受け、1994年に発足したアルビレオ新潟FC（現アルビレックス新潟）がクラブ黎明期に練習場として使用し、北信越フットボールリーグ公式戦も開催された。1998年にJFL昇格を果たしてからは公式戦を開催していないが、新潟聖籠スポーツセンター（アルビレッジ）が整備されるまでの間は引き続き練習場として使用していた。
2005年3月、新津市が新潟市に編入合併してから現名称に改称したが、現在も当グラウンドを指して「サン・スポーツランド新津」と呼ばれるケースがある。

## 施設概要
- トラック：400m、全面クレー舗装
- フィールド：天然芝（洋芝）
- 収容人員：不明（阿賀野川の堤防を芝生スタンドとして使用）

## 交通
- 新津駅東口より新潟交通観光バス「大安寺経由 下新」行で「新郷屋」下車後徒歩約5分
- 新津駅東口よりタクシー約10分
- 磐越自動車道 新津インターチェンジから新潟県道17号新潟村松三川線経由で約10分

## 運動広場内のその他の施設
- 新潟市新津金屋運動広場野球場